# Dražin Vrt
Dražin Vrt (srbsky Дражин Врт) je malá vesnice a přímořské letovisko v Černé Hoře nacházející se u zálivu Boka Kotorska. Je součástí opčiny města Kotor, od něhož se nachází asi 10 km severozápadně. V roce 2003 zde žilo celkem 59 obyvatel.
Sousedními letovisky jsou Donji Orahovac a Perast.